# Turó de París
El Turó de París és una muntanya de 277 metres que es troba al municipi de Manresa, a la comarca catalana del Bages.